# All Steel Coaches
All Steel Coaches var ett svenskt alternativt/rockband som var aktivt 1987-1992. Gruppens medlemmar var Nils Mikaelsson (gitarr), Anders Stålsby (bas), Anders Drakenberg (trummor) och Ola Jeansson (sång). All Steel Coaches var Sveriges representant på EBU-festivalen 1989, Novi Sad, Jugoslavien och spelade även bland annat på Hultsfredsfestivalen 1987 (under namnet The Gathering) och Dala-Rock 1990. 2006 medverkade All Steel Coaches med en nyskriven låt (Spacesluts Cowboys) på samlings-CD:n Punk & Osfug vol. 1. 2008 släpptes All Steel Coaches debutalbum från 1988 som dubbel-CD (debutalbum på CD 1 och livekonsert från EBU-festivalen 1989 i Novi Sad på CD 2) på Playwood Productions/Lockenloll.

## Diskografi
- All Steel Coaches "Same" LP, 1988
- Wave Of Fame 7" vinyl 1989
- Low For You 7" vinyl 1990
- Switch LP/CD 1990
- Punk & Osfug vol 1 CD Various 2006
- All Steel Coaches "2 CD Special 20th anniversary limted edition", 2008
- Punk & Osfug vol 3 CD Various 2010